# Beni-Springaffe
Der Beni-Springaffe (Plecturocebus olallae, Syn.: Callicebus olallae) ist eine Primatenart aus der Unterfamilie der Springaffen innerhalb der Familie der Sakiaffen (Pitheciidae).
Der Artzusatz im wissenschaftlichen Namen ehrt den Tiersammler Alfonso Manuel Olalla aus Ecuador.

## Merkmale
Beni-Springaffen sind wie alle Springaffen relativ kleine Primaten mit flauschigem Fell. Dieses ist am Rücken und an der Außenseite der Gliedmaßen orangebraun gefärbt, der Bauch und die Innenseiten sind heller. Der Schwanz ist dunkelgrau und kontrastiert mit dem übrigen Körper, er ist lang und buschig, kann aber nicht als Greifschwanz eingesetzt werden. Der Kopf ist klein und rundlich, das graue Gesicht ist von einem Kranz schwarzer Haare umgeben. Die Ohrbüschel sind weiß gefärbt. Die Hinterbeine sind als Anpassung an die springende Fortbewegung verlängert.

## Verbreitung und Lebensraum

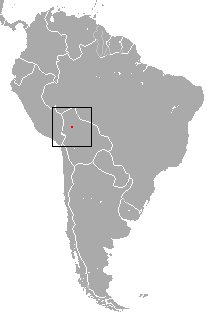
Verbreitungsgebiet (rot)

Beni-Springaffen bewohnen nur ein rund 400 km² großes Gebiet im Südwesten des bolivianischen Departamento Beni, wo sie entlang der Flüsse Yacuma und Manique leben. Ihr Lebensraum sind Galeriewälder, sie leben unterhalb 400 Meter Seehöhe.

## Lebensweise
Über die Lebensweise der Beni-Springaffen ist wenig bekannt. Vermutlich sind sie wie alle Springaffen tagaktive Baumbewohner, die sich auf allen vieren oder springend durch das Geäst bewegen. Springaffen leben in streng monogamen Familiengruppen. Diese Gruppen bewohnen ein festes Revier, auf das Artgenossen mit morgendlichen Duettgesängen aufmerksam gemacht werden. Die Nahrung dürfte aus Früchten und zu geringen Teilen aus Blättern und anderem Pflanzenmaterial sowie eventuell Insekten bestehen.

## Gefährdung
Waldrodungen und eventuell auch die Bejagung sind die Hauptbedrohungen für die Beni-Springaffen. Aufgrund dieser Faktoren und des kleinen Verbreitungsgebietes listet die IUCN die Art als stark gefährdet (endangered).